# シルヴァー・サイド・アップ
『シルヴァー・サイド・アップ』（Silver Side Up）は、カナダのロックバンド、ニッケルバックが2001年に発売した通算3作目のアルバムである。全10曲収録（日本版はボーナストラック1曲追加）。先行シングル「How You Remind Me」がアメリカで年間チャート1位になり、アルバムも世界中で1,000万枚を超える大ヒットを記録した。2005年に、ロードランナー・レコード創立25周年記念として、ライブDVD「Live at home」のDVDを追加したスペシャル・エディションがリリースされた。

## 収録曲
1. ネヴァー・アゲイン "Never Again" – 4:20
2. ハウ・ユー・リマインド・ミー – "How You Remind Me" – 3:43
3. ウォーク・アップ・ディス・モーニング "Woke Up This Morning" – 3:50
4. トゥー・バッド "Too Bad" – 3:52
5. ジャスト・フォー "Just For" – 4:03
6. ハリウッド "Hollywood" – 3:04
7. マネー・ボウト "Money Bought" – 3:24
8. ホエア・ドゥー・アイ・ハイド "Where Do I Hide" – 3:38
9. ハングネイル "Hangnail" – 3:54
10. グッド・タイムズ・ゴーン "Good Times Gone" – 5:18